# Mimetes

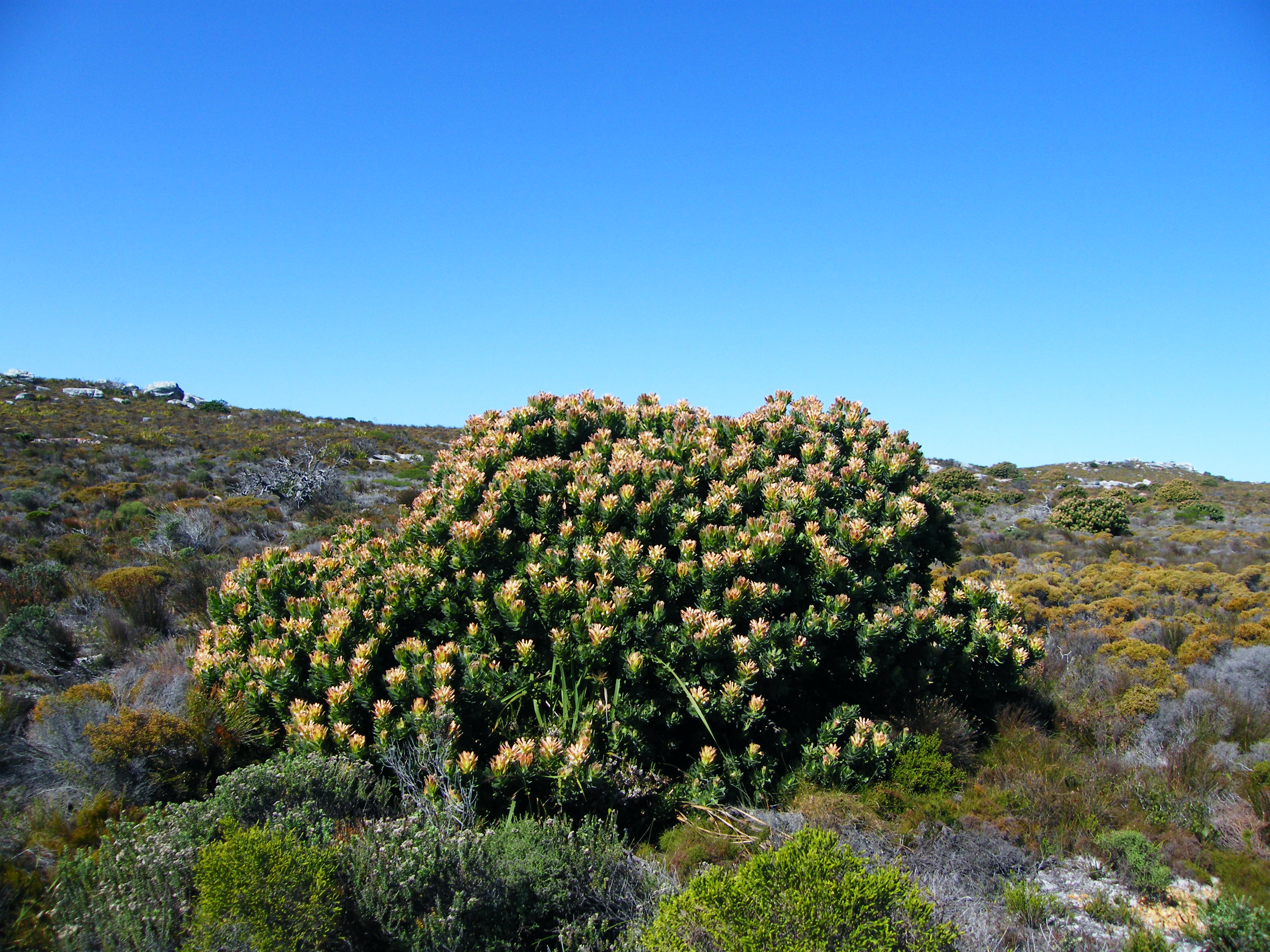
Pokrój gatunku Mimetes fimbriifolius

Mimetes Salisb. – rodzaj roślin z rodziny srebrnikowatych (Proteaceae). Obejmuje co najmniej 13 gatunków występujących endemicznie w Republice Południowej Afryki.

## Systematyka
Pozycja i podział rodziny według Angiosperm Phylogeny Website (aktualizowany system APG III z 2009)
Rodzaj z rodziny srebrnikowatych stanowiącej grupę siostrzaną dla platanowatych, wraz z którymi wchodzą w skład rzędu srebrnikowców, stanowiącego jedną ze starszych linii rozwojowych dwuliściennych właściwych. W obrębie rodziny rodzaj stanowi klad bazalny w plemieniu Leucadendreae P.H. Weston & N.P. Barker, 2006. Plemię to klasyfikowane jest do podrodziny Proteoideae Eaton, 1836
Wykaz gatunków
| - Mimetes arboreus Rourke - Mimetes argenteus Salisb. ex Knight - Mimetes capitulatus R. Br. - Mimetes cucullatus R. Br. - Mimetes fimbriifolius Salisb. ex Knight - Mimetes hirtus Salisb. ex Knight - Mimetes hottentoticus E. Phillips & Hutch. | - Mimetes palustris Salisb. ex Knight - Mimetes pauciflorus R. Br. - Mimetes purpureus R. Br. - Mimetes saxatilis Phillips - Mimetes splendidus Salisb. ex Knight - Mimetes stokoei E.Phillips & Hutch. |